# Kreis- und Stadthandbücher des Westfälischen Heimatbundes
Die Reihe der Kreis- und Stadthandbücher des Westfälischen Heimatbundes erschien zwischen 1947 und 1953 im Verlag Regensberg in Münster. Sie wurde von dem Landesarchivrat Wilhelm Schulte-Ahlen im Auftrag des Westfälischen Heimatbundes herausgegeben.
Die broschierten und mit zahlreichen Strichzeichnungen illustrierten Bände enthielten kurze Beschreibungen der vor der Gebietsreform  bestehenden Stadt- und Landkreise im Landesteil Westfalen. Neben einer allgemeinen Übersicht lieferten die Handbücher Daten und Fakten zur Geschichte, zur Wirtschaft und zu den Verkehrsverhältnissen. Abgeschlossen wurden die Bände durch mehr oder weniger umfangreiches Schrifttumsverzeichnis. Auf der Innenseite des hinteren Buchdeckels befand sich außerdem eine Kreiskarte.

## Erschienene Bände
- 1: Der Kreis Soest von Adolf Clarenbach, 64 Seiten (1947, 2. Auflage 1963)

- 2: Kreis Beckum von Wilhelm Schulte (1947)

- 3: Die Stadt Münster von Ernst Hövel (1947)

- 4: Der Kreis Arnsberg (1948)

- 5: Der Kreis Ennepe-Ruhr, die Stadt Hagen von Emil Böhmer, 84 Seiten (1948)

- 6: Der Kreis Tecklenburg von Gustav Korspeter, 76 Seiten (1949)

- 7: Das Vest Recklinghausen von Adolf Dorider, 88 Seiten (1949)

- 8: Der Kreis Coesfeld von Hans Hüer, 64 Seiten (1950)

- 9: Der Kreis Minden von Martin Krieg (1950, 2. Auflage 1959)

- 10: Der Kreis Steinfurt von Hermann Reckel, 84 Seiten (1950)

- 11: Der Stadt- und Landkreis Bielefeld von Gustav Engel, 90 Seiten (1950)

- 12: Der Kreis Unna – Die Stadt Hamm von Ferdinand Brandenburg, 78 Seiten (1950)

- 13: Der Kreis Halle (Westf.) von Heinrich Meise, 80 Seiten (1950)

- 14: Der Kreis Brilon von Josef Rüther. Zeichnungen von Paul Michels, 73 Seiten	(1951)

- 15: Der Kreis Paderborn von Paul Pagendarm, 87 Seiten (1951)

- 16: Der Kreis Olpe von Otto Lucas, 76 Seiten (1951)

- 17: Der Kreis Höxter von Friedrich Bratvogel. Überarbeitet von Wilhelm Bratvogel, 109 Seiten (1952)

- 18: Der Kreis Ahaus von Heinrich Bremer, 68 Seiten (1953)